# Пјетро Менеа
Пјетро Паоло Менеа (итал. Pietro Paolo Mennea; Барлета, 28. јун 1952. – 21. март 2013.), био је италијански атлетичар, спринтер и још увек актуелни европски рекордер у трци на 200 метара. Победио је на Олимпијским играма у Москви 1980. и поставио светски рекорд од 19,72 секунде у септембру 1979.  Он је једини мушки спринтер који се квалификовао у четири узастопна олимпијска финала на 200 метара: од 1972. до 1984. године.

## Биографија

### Почетни успеси
На Европском првенству дебитовао је освајањем трећег места у штафети 4 × 100 м. На Олимпијским играма дебитовао је 1972. у Минхену, трчао је у финалу на 200 м. Завршио је на трећем месту, иза Валерија Борзова и Лерија Блека. 
На Европском првенству 1974. године, Менеа је освојио злато на 200 метара пред домаћом публиком у Риму. Био је други иза Борзова на 100 м и други са италијанском штафетом 4 × 100 м. После неких лоших наступа у олимпијској сезони 1976, Менеа је одлучио да прескочи Олимпијске игре, али када је италијанска јавност протестовала, Менеа је ипак отишао у Монтреал. Заузео је четврто место на 200 м и шесто у штафети 4 × 100 м. Успешно је одбранио европску титулу на 200 метара 1978. године, а тријумфовао је и на 100 метара.

### Светски рекорд на 200 метара
Године 1979. Менеа је био први на 100 метара и други на 200 метара иза Алана Велса из Велике Британије у Купу Европе. Касније те године учествовао је на Светским универзитетским играма које су одржане на великој надморској висини у Мексико Ситију. 12. септембра 1979. победио је на 200 метара са временом 19.72. Његово време је признато као нови светски рекорд, боље од претходног рекорда Американца Томија Смита од 19,83 постављеног на истој стази на Летњим олимпијским играма 1968. године. Рекорд Менее је трајао скоро седамнаест година пре него што га је Мајкл Џонсон оборио на америчким олимпијским квалификацијама 1996. године. Од новембра 2020. само седамнаест спринтера је трчало брже на 200 метара од Менее. Такође је држао светски рекорд на малим надморским висинама, 19,96 секудни, од 1980. до 1983. године. Овај резултат истрчао је у свом родном граду Барлети 17. августа 1980. Менеа је постао први спринтер који је три пута трчао 200 метара брже од 20 секунди.

### Олимпијски шампион
Одласком на Летње олимпијске игре 1980. у Москви, Менеа је био јасан фаворит за олимпијско злато, делом због бојкота Олимпијских игара од стране Сједињених Држава. У финалу на 200 метара, Менеа је победио испред актуелног шампиона Дона Кверија и шампиона на 100 метара Алана Велса. Потом је Менеа предводио италијанску штафету 4 × 400 м до бронзане медаље. Такође се такмичио и у трци на 100 метара и стигао до полуфинала. 

### Завршетак каријере
Године 1983, у Касину, постигао је ручно мерених 14,8 секунди на 150 метара, најбоље време на свету које је држао док га није поправио Јусејн Болт у Манчестеру 2009. Менеа је освојио бронзану медаљу на 200 м на инаугурационом Светском првенству у Хелсинкију. Годину дана касније, такмичио се на својој четвртој узастопној Олимпијади, трчећи 200 м у финалу, поставши прва особа која је четири пута узастопно била финалиста на 200 метара. Иако бранилац титуле, завршио је тек на седмом месту, а потом се по други пут повукао из атлетике. Менеа се поново вратио и такмичио се на својој петој Олимпијади у Сеулу, где је носио италијанску заставу. Пласирао се у четвртфинале на 200 м, али је одлучио да се повуче из такмичења и није учествовао у следећем кругу.
Менеа је признао да је користио људски хормон раста при крају своје каријере. У интервјуу за италијанске новине 1987. рекао је да му је 1984. године, током Летњих олимпијских игара у Лос Анђелесу, амерички физиотерапеут предложио допинг третман. У Италији је пробао две ињекције људског хормона раста, али криза савести га је навела да се повуче из ових активности: „Схватио сам да у свом животу тражим све, осим тога". Иако је употреба ове супстанце забрањена у савременим такмичењима, ИААФ је у то време није бранила.

### После атлетике
Након своје спортске каријере, Менеа је радио као адвокат и спортски агент. Био је члан Европског парламента од 1999. до 2004. биран на листи Демократа, али није успео у покушају да буде поново изабран. Лобирао је и за независно тестирање на допинг.

### Смрт
Менеа је умро 21. марта 2013. у болници у Риму од рака панкреаса.     Имао је шездесет година. На дан његове смрти, италијанске железнице објавиле су да ће нови супербрзи воз (Frecciarossa ETR 1000), носити његово име.

### Почасти
- Градоначелник Драча Вангјуш Дако је 24. маја 2012. године Менеи доделио титулу почасног грађанина Драча.[14] [15]
- Председник Албаније Бамир Топи доделио је Пјетру Менеи „Медаљу захвалности“.
- Астероид 73891 Pietromennea је назван у његову част 31. јануара 2018.

## Достигнућа
| Година | Такмичење                    | Место       | Пласман | Дисциплина | Време   |
| ------ | ---------------------------- | ----------- | ------- | ---------- | ------- |
| 1971   | Европско првенство           | Хелсинки    | 6.      | 200 м      | 20.88   |
| 1971   | Европско првенство           | Хелсинки    | 3.      | 4 × 100 м  | 39.78   |
| 1972   | Олимпијске игре              | Минхен      | 3.      | 200 м      | 20.30   |
| 1972   | Олимпијске игре              | Минхен      | 8.      | 4 × 100 м  | 39.14   |
| 1974   | Европско првенство           | Рим         | 2.      | 100 м      | 10.34   |
| 1974   | Европско првенство           | Рим         | 1.      | 200 м      | 20.60   |
| 1974   | Европско првенство           | Рим         | 2.      | 4 × 100 м  | 38.88   |
| 1976   | Олимпијске игре              | Монтреал    | 4.      | 200 м      | 20.54   |
| 1976   | Олимпијске игре              | Монтреал    | 6.      | 4 × 100 м  | 39.08   |
| 1978   | Европско првенство у дворани | Милано      | 1.      | 400 м      | 46.51   |
| 1978   | Европско првенство           | Праг        | 1.      | 100 м      | 10.27   |
| 1978   | Европско првенство           | Праг        | 1.      | 200 м      | 20.16   |
| 1978   | Европско првенство           | Праг        | 5.      | 4 × 100 м  | 39.11   |
| 1978   | Европско првенство           | Праг        | 7.      | 4 × 400 м  | 3:06.7  |
| 1980   | Олимпијске игре              | Москва      | 14.     | 100 м      | 10.58   |
| 1980   | Олимпијске игре              | Москва      | 1.      | 200 м      | 20.19   |
| 1980   | Олимпијске игре              | Москва      | 3.      | 4 × 400 м  | 3:04.54 |
| 1982   | Европско првенство           | Атина       | 6.      | 4 × 400 м  | 3:03.21 |
| 1983   | Светско првенство            | Хелсинки    | 3.      | 200 м      | 20.51   |
| 1983   | Светско првенство            | Хелсинки    | 2.      | 4 × 100 м  | 38.37   |
| 1984   | Олимпијске игре              | Лос Анђелес | 7.      | 200 м      | 20.55   |
| 1984   | Олимпијске игре              | Лос Анђелес | 4.      | 4 × 100 м  | 38.87   |
| 1984   | Олимпијске игре              | Лос Анђелес | 5.      | 4 × 400 м  | 3:01.44 |
| 1988   | Олимпијске игре              | Сеул        | 40.     | 200 м      | Одустао |

## Лични рекорди
- 100 метара: 10,01 (+0,9 м/с; Мексико Сити, 4. септембар 1979.)
- 200 метара: 19,72 (+1,8 м/с; Мексико Сити, 12. септембар 1979.)
- 300 метара: 32,23 (Ријети, 21. јул 1979.)
- 400 метара: 45,87 (Формија, 15. мај 1977.)